# Snilovský potok
Snilovský potok – potok, prawy dopływ rzeki Wag. Jest ciekiem wodnym IV rzędu. Ma źródła pod przełęczą Snilovské sedlo  w głównej grani Małej Fatry na Słowacji. Spływa Snilovską doliną (na słowackiej mapie Révaiovská dolina), pomiędzy grzbietami Wielkiego Krywania i Chleba. Początkowo spływa w południowym kierunku, niżej, opływając wzniesienie Hlásna skala zmienia kierunek na południowo-zachodni, a po złączeniu z potokiem Studenec na południowo-wschodni. Wypływa na Kotlinę Turczańska i w miejscowości Turany, na wysokości ok. 400 m uchodzi do Wagu.
Górna część koryta potoku pod  przełęczą Snilovské sedlo jest sucha, woda spływa nim dopiero po większych opadach. Stałe źródła wypływają natomiast w zboczach Chleba (na wysokości ok. 1550 m) i Wielkiego Krywania (ok. 1500 m). Oprócz potoku Studenec Snilovský potok zasilany jest jeszcze kilkoma niewielkimi ciekami mającymi źródła w dolnych partiach Małej Fatry i na Kotlinie Turczańskiej. Znakowany zielono szlak turystyczny tylko na krótkim odcinku  (powyżej Hlásnej skaly) prowadzi wzdłuż koryta potoku.